# جسیکا دارو
جسیکا دارو (انگلیسی: Jessica Darrow)، هنرپیشه و خواننده آمریکایی-کوبایی است که بیشتر به خاطر صداپیشگی شخصیت لوئیزا مادریگال در افسون از دیزنی شهرت دارد.  

## زندگی اولیه
دارو در میامی، فلوریدا به دنیا آمد؛ او کوبایی تبار است. او در نوجوانی به آهنگ‌های لین-منوئل میرندا گوش می‌داد و فیلم‌های دیزنی را تماشا می‌کرد. 

## شغل
اولین نقش سینمایی دارو ، سارا در فیلم جشن هفت ماهی در سال ۲۰۱۹ به کارگردانی رابرت تینل بود. او در سال ۲۰۲۱ با صداپیشگی در انیمیشن سینمایی دیزنی افسون به عنوان صدای لوئیزا مادریگال به شهرت رسید. او یکی از محبوب‌ترین آهنگ‌های فیلم، به نام فشار سطحی را خواند که توسط RIAA گواهی پلاتین دریافت کرد و در اوایل سال ۲۰۲۲ به رتبه 8 جدول بیلبورد هات ۱۰۰ رسید.   